# Jeopardy!

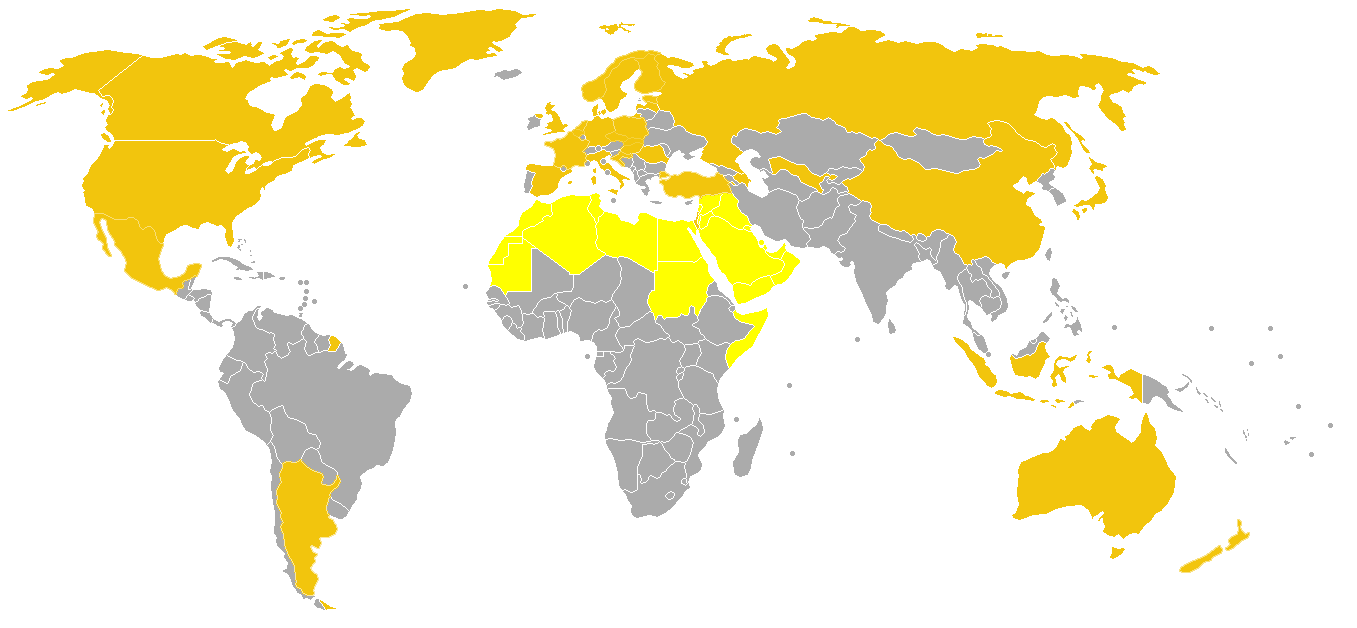
Länder mit einer eigenen Version von Jeopardy

Jeopardy! (englisch für „Gefahr“) ist eine aus den USA stammende Fernseh-Quizshow nach einer Idee von Merv Griffin, dem Erfinder von Glücksrad. Seit der Erstausstrahlung am 30. März 1964 erzielte die Show große Erfolge in den USA, die zu einer Verbreitung in anderen Ländern führten. In Deutschland wurde die Quizshow mehrere Jahre täglich auf RTL und später auf tm3 und RTLplus ausgestrahlt.

## Spielprinzip
Das Spielprinzip von Jeopardy besteht darin, dass es sich um ein umgekehrtes Quiz handelt. Es werden keine Antworten auf Fragen gesucht, sondern Antworten vorgegeben, zu denen die passende Frage formuliert werden muss. Drei Kandidaten bestreiten zwei Spielrunden und ein Finale. Gespielt wird an einer Ratewand, die in verschiedene Kategorien oder Wissensgebiete unterteilt ist. Jede Kategorie ist in Geldbeträge in aufsteigender Höhe aufgeteilt, die in der zweiten Runde verdoppelt werden. Kategorie und Geldbetrag können von den Kandidaten frei gewählt werden, mit dem Geldbetrag erhöht sich der Schwierigkeitsgrad innerhalb der Kategorie. Zusätzlich gibt es Risiko-Felder, die von einem Kandidaten alleine gespielt werden, der zuvor einen Betrag seines erspielten Geldes einsetzen muss. Um eine Aufgabenstellung zu lösen, wird ein Buzzer gedrückt, danach hat ein Kandidat zehn Sekunden Zeit, die richtige Frage zu formulieren. Gelingt dies nicht, ertönt ein akustisches Signal, und die Frage wird für die anderen Kandidaten freigegeben. Es wird ausgelost, wer beginnt, im weiteren Verlauf darf immer der Kandidat Kategorie und Geldbetrag auswählen, der die richtige Frage zur zuvor vorgegebenen Antwort formuliert hat. Ein Kandidat bleibt solange am Zug, bis entweder ein anderer schneller eine Frage formulieren kann oder die von ihm ausgewählte Antwort ohne Frage bleibt. Im letzteren Fall bestimmt ein Zufallsgenerator, wer als Nächstes auswählen darf.
Es gibt bei Jeopardy einige spezielle Regeln. So gibt es z. B. nicht nur eindeutige Kategorien wie Politik, Chemie etc., sondern auch solche, die aus einer Umschreibung bestehen können. Hierbei wird zwischen eindeutigen (Thema sofort erkennbar) und nicht eindeutigen (Thema nicht sofort oder gar nicht erkennbar) Umschreibungen unterschieden. Zudem gibt es Spaßkategorien mit Scherzfragen, bei denen man um die Ecke denken muss, um zu verstehen, worum es geht. Es können allerdings auch in eindeutigen Kategorien manchmal Antworten auftauchen, die nicht direkt zum Thema gehören. Gerade dies ist ein wesentlicher Teil des Spiels, der den Reiz und die erhöhte Aufmerksamkeit für die Kandidaten ausmacht.

Eine weitere spezielle Regel ist, dass man mit seinem Spielkontostand auch ins Minus geraten kann, da bei nicht richtig formulierter Antwort der ausgewählte Betrag vom Spielkonto abgezogen wird. Allerdings nicht nur bis Null, sondern eben auch darunter hinaus. Nur wer am Ende einen positiven Spielkontostand aufweist, kommt in die Finalrunde.
Auch das Finale hat eine Besonderheit. Es kann sowohl von allen drei Kandidaten, als auch von zweien oder einem alleine gespielt werden – je nachdem, wie viele Kandidaten am Ende einen positiven Spielkontostand haben. Sollte keiner der Kandidaten nach den beiden Spielrunden einen positiven Spielkontostand haben, was durchaus vorkommen kann, findet kein Finale statt, und es wird in der nächsten Sendung mit drei neuen Kandidaten gespielt.

## Moderation
- USA: Art Fleming (1964–1975, 1978–1979 NBC), Alex Trebek (10. September 1984 bis 8. Januar 2021 Syndication, ABC), Gastmoderatoren, (11. Januar 2021 bis 13. August 2021),  Michael G. Richards (13. September 2021 bis 17. September 2021), Mayim Bialik (31. Mai 2021 bis 30. Juni 2023, Syndication, ABC), Ken Jennings (seit 11. Januar 2021)
  - Gastmoderatoren (Folgen der Staffel 37 nach Trebeks Tod am 8. November 2020 aufgezeichnet; Aufzeichnung der Folgen begann am 30. November 2020; Daten spiegeln Sendedaten des Gastmoderators wider): Ken Jennings (11. Januar 2021 bis 19. Februar 2021), Michael G. Richards (22. Februar 2021 bis 5. März 2021), Katie Couric (8. März 2021 bis 19. März 2021), Mehmet Oz (22. März 2021 bis 2. April 2021), Aaron Rodgers (5. April 2021 bis 16. April 2021), Anderson Cooper (19. April 2021 bis 30. April 2021), Bill Whitaker (3. Mai 2021 bis 14. Mai 2021), Austin „Buzzy“ Cohen (17. Mai 2021 bis 28. Mai 2021), Mayim Bialik (31. Mai 2021 bis 11. Juni 2021), Savannah Guthrie (14. Juni 2021 bis 25. Juni 2021), Sanjay Gupta (29. Juni 2021 bis 9. Juli 2021), George Stephanopoulos (12. Juli 2021 bis 16. Juli 2021), Robin Roberts (19. Juli 2021 bis 23. Juli 2021), LeVar Burton (26. Juli 2021 bis 30. Juli 2021), David Faber (2. August 2021 bis 6. August 2021), Joe Buck (9. August 2021 bis 13. August 2021)
- Deutschland: Frank Elstner (1994–1998 RTL), Gerriet Danz (1998–2000 tm3), Joachim Llambi (2016–2017 RTLplus), Ruth Moschner (2023 Sat.1)

## Adaptionen in Deutschland

### Riskant
Bevor RTL die kompletten Rechte inklusive des Studiodesigns von der Produktionsfirma erwarb, wurde von 1990 bis 1993 eine eigene Variante von Jeopardy unter dem Namen Riskant! produziert. Moderiert wurde die Spielshow von Hans-Jürgen Bäumler. Im Finale wurden hier Helme mit seitlicher Sichtbegrenzung (siehe auch Scheuklappen), sog. Blickwinkelkonzentratoren (BWKs) eingesetzt. Bei Jeopardy gibt es zu diesem Zweck ausfahrbare Trennwände.

### Der Große Preis
Eine abgewandelte Form gab es auch beim ZDF. Dort lief von 1974 bis 1992 das TV-Quiz Der Große Preis, moderiert von Wim Thoelke. Anders als beim Original wurden hier Antworten auf Fragen gegeben. Auch die Spezialisierung der Experten in der Vor- und Endrunde ist eine Abwandlung. Die Parallelen zeigen sich jedoch in den drei Kandidaten, der Spielwand mit Kategorien und in der Abschottung beim Finale. Risiko! (wörtlich übersetzt eben Jeopardy!) war der Ausruf des Moderators, wenn ein Spieler einen Geldbetrag seines bereits erspielten Vermögens auf eine Sonderfrage setzen konnte. Neben dem Risikofeld gab es hier zusätzlich weitere Sonderfelder, wie Joker, Glücksfeld etc.

## Rezeption in anderen Medien
- In der Komödie Und täglich grüßt das Murmeltier taucht eine kurze Sequenz aus dem Spiel auf. Phil Connors (Bill Murray) weiß die Fragen, bevor die Antworten verlesen werden.
- In der Sportkomödie Weiße Jungs bringen’s nicht aus dem Jahr 1992 gewinnt Gloria Clemente (Rosie Perez), die Freundin von Billy Hoyle (Woody Harrelson), in dem Quiz.
- In Das Beste kommt zum Schluss sieht Carter Chambers die Sendung und weiß die Fragen vor den Mitspielern in der Show.
- Als die Suche nach einem Songtext für Cora in Mitten ins Herz – Ein Song für dich stagniert, überbrückt Alex Fletcher (gespielt von Hugh Grant) die peinliche Stille mit dem Jeopardy-Jingle auf dem Klavier.
- In der Folge Die Lieblings-Unglücksfamilie der Serie Die Simpsons spielt Marge Simpson bei Jeopardy! mit. Sie verliert kläglich und kommt sogar in den negativen Punktebereich. Nach Ende der Sendung versucht der Moderator, sie zur Kasse zu bitten.
- In der Folge Mit Fleiß kein Preis der Golden Girls treten Beatrice Arthur alias Dorothy und Betty White alias Rose in einer Traumsequenz in Jeopardy! auf. Quizmaster Alex Trebek und Produzent Merv Griffin spielen sich hierbei selbst.
- Ebenso taucht in der Episode Wissen ist Macht der Serie Die Nanny Fran Drescher als Jeopardy!-Kandidatin auf. Auch hier ist Alex Trebek dabei.
- In der Folge Cliffs großer Fernsehauftritt der Serie Cheers hat Cliff Clavin (John Ratzenberger) einen Auftritt als Kandidat in Jeopardy! Alex Trebek spielt wieder sich selbst.
- In mehreren Folgen von The Big Bang Theory spielt Sheldon Cooper den Jeopardy-Jingle auf seiner Flöte. In der Folge Sheldon Pro Se spielt Raj die Melodie des Finales ab.  Zufälligerweise wurde Mayim Bialik, die in der Show auftrat, 2021 zur Gastgeberin für besondere Projekte ernannt, nachdem sie zwei Wochen der regulären Show moderiert hatte.
- Der Musiker und Parodist Weird Al Yankovic parodierte 1984 auf seinem Album Weird Al Yankovic in 3-D das Lied Jeopardy der Greg Kihn Band unter dem Titel I Lost on Jeopardy. Der Titel der Parodie verballhornt dabei die Refrainzeile Our love’s in jeopardy des Originals und bezieht den kompletten Text auf die Quizshow. Im zugehörigen Musikvideo wird gezeigt, wie Yankovic bei Jeopardy verliert und letzten Endes aus dem Studio geworfen wird.
- In der 83. Episode (amerikanische Reihenfolge, Ein Seelenkundler für den Hausgebrauch) der amerikanischen Fernsehserie Alf versucht Alf, Familie Tanner zu einer Runde Jeopardy zu überreden.
- In Men in Black fragt Agent K, ob Agent J zufällig weiß, welche außerirdische Lebensform eine grüne Spektralspur hinterlässt und auf Zuckerwasser steht. Js ironische Antwort ist: „Ach, das war doch erst neulich bei Jeopardy!, und der Spitzenkandidat hat geantwortet…“.
- In der Folge „Jeanne d'Arc vs. Edith Piaf“ von Die Conners spielt Jackie ein Jeopardy!-Match und wird am Ende der zweiten Runde entlassen. An dem Match nahm Aaron Rodgers teil, der Jeopardy! zu dem Zeitpunkt moderierte, als diese Episode im Jahr 2021 gedreht wurde.

## Sonstiges
Im Februar 2011 trat das von IBM entwickelte Computerprogramm Watson gegen die Rekordchampions Ken Jennings und Brad Rutter an. Watson gewann das dreitägige Turnier mit $77.147 (gegenüber $24.000 und $21.600).